# Kinyeti
El mont Kinyeti és la muntanya més alta del Sudan del Sud. Es troba a les muntanyes Imatong, al comtat d'Ikwoto d'Equatòria Oriental, prop de la frontera amb Uganda. El cim s'eleva fins als 3.187 msnm.
Les parts baixes de la muntanya estan cobertes de bosc exuberant. Aquests són els boscos més septentrionals de l'ecoregió de boscos montans de l'Àfrica oriental. El cim és rocós, amb pastures muntanyoses i matolls ericacis baixos dispersos, subarbustos baixos i herbes a les esquerdes de les roques. Un dels primers europeus a visitar la muntanya va ser el botànic Thomas Ford Chipp, que va descobrir el Coreopsis chippii prop del cim.